# Parc zoologique national de Delhi

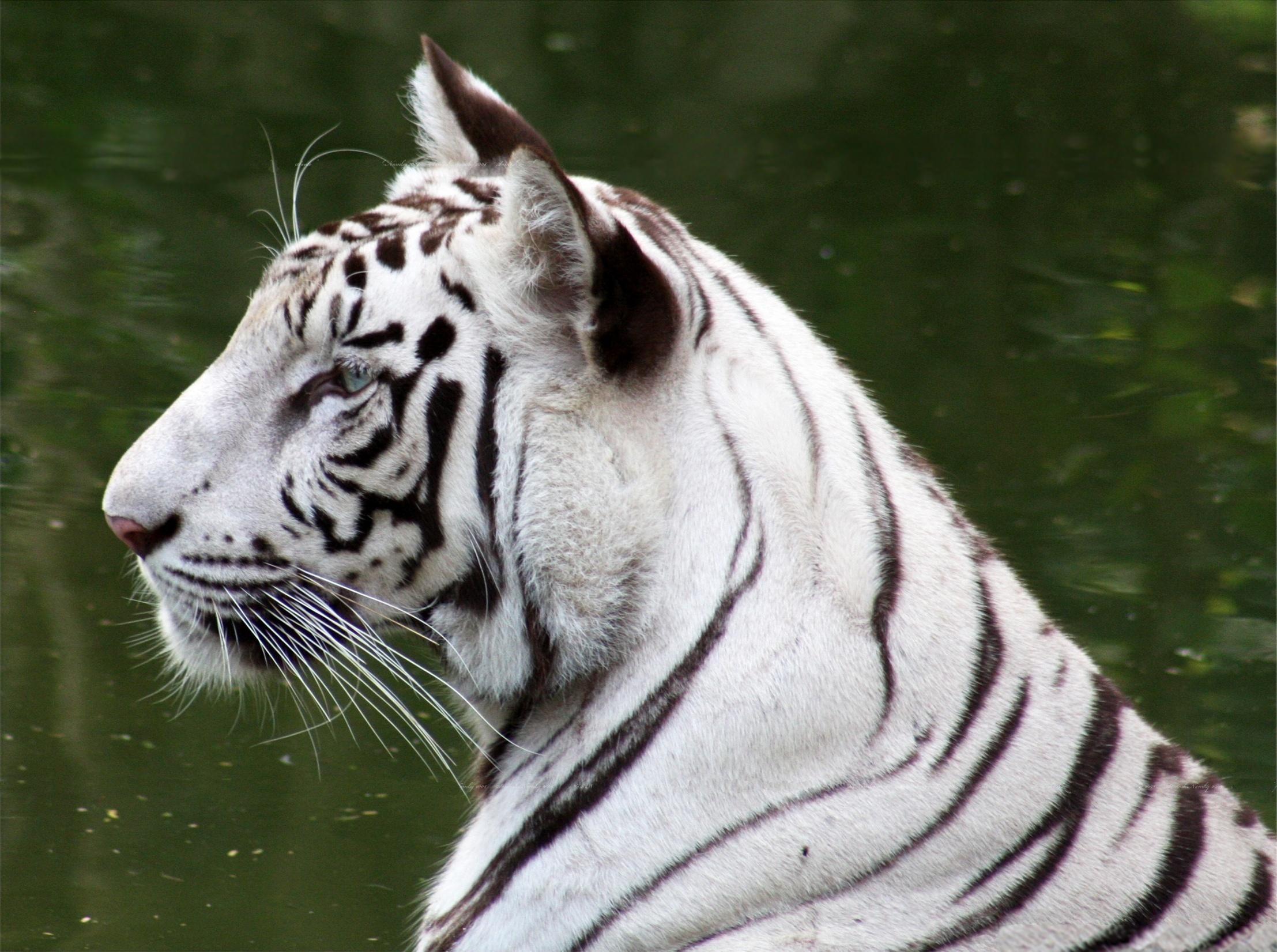
Un tigre blanc au zoo de Delhi.

Le parc zoologique national de Delhi ou tout simplement zoo de Delhi est un parc zoologique situé à Delhi en Inde. Il abrite plus d'une centaine d'espèces de mammifères, d'oiseaux et de reptiles. Presque la totalité des espèces de daims en Inde y sont représentées tels que l'Antilope cervicapra, ainsi que le Chat-léopard, le Rhinocéros indien, des hippopotames ou le Ouandérou.
En 1980, aux États-Unis, Jean Mill importe treize chats tachetés depuis le zoo de Delhi et ceux-ci sont inclus dans le registre d'élevage du mau égyptien et du bengal,.